# Olmitz
Olmitz är en ort i Barton County i Kansas. De ursprungliga bosättarna kom från Österrike-Ungern och orten fick sitt namn efter den tjeckiska staden Olomouc (tyska: Olmütz). Vid 2010 års folkräkning hade Olmitz 114 invånare.